# Lichmera notabilis
El mielero acollarado (Lichmera notabilis)  es una especie de ave paseriforme de la familia Meliphagidae.

## Localización
Es endémica de la isla Wetar (Indonesia).